# Monument aux morts des quartiers de Bayard, Matabiau, Concorde et Chalets
Le Monument aux morts des quartiers de Bayard, Matabiau, Concorde et Chalets (1923) du sculpteur 	
Léo Laporte-Blairsy est consacré aux soldats de ces quartiers de Toulouse (Haute-Garonne, France) morts lors des conflits du XXe siècle.

## Caractéristiques
Le monument est érigé sur la place Roquelaine, au centre du quartier Matabiau de Toulouse.
Il est constitué d'une statue allégorique en bronze de la France, portant le bonnet phrygien, une épée dans sa main droite, un bouclier dans sa main gauche. À ses pieds, protégée par ce bouclier, une allégorie de la Civilisation. L'ensemble sculptural repose sur un piédestal en pierre.
Les noms des soldats de la commune morts au combat au XXe siècle sont gravés sur le piédestal,.

## Historique
La décision de construire le monument est prise début 1921. Il est l'œuvre du sculpteur Léo Laporte-Blairsy, la fonte est effectuée par la fonderie Susse, et il est inauguré le 4 novembre 1923. Il s'agit de l'un des nombreux monuments aux morts de quartier à Toulouse.
Le monument aux morts est inscrit au titre des monuments historiques le 18 octobre 2018. Il fait partie d'un ensemble de 42 monuments aux morts de la région Occitanie protégés à cette date pour leur valeur architecturale, artistique ou historique,.